# Bundesvision Song Contest
Il Bundesvision Song Contest (abbreviato in BSC o BuViSoCo) è stato un festival e concorso musicale tedesco nato nel 2005 e basato sull'Eurovision Song Contest. È stato organizzato annualmente da ProSieben e Brainpool TV fino alla sua cancellazione nel 2015, anno dell'ultima edizione.

## Storia
Il Bundesvision nacque nel 2005 su idea di Stefan Raab, rappresentante della Germania all'Eurovision Song Contest 2000, nonché uno dei capi delegazione del paese per la medesima manifestazione. Raab si basò sulla manifestazione europea al fine di promuovere la lingua tedesca, infatti ogni brano doveva presentare almeno il 50% del testo in tedesco; un richiamo al Eurovision Song Contest è ben evidente nel nome stesso della manifestazione, un'unione di Bundesrepublik (il nome ufficiale della Repubblica Federale di Germania) ed Eurovision (Festival musicale europeo da cui la manifestazione si ispira).
Lo show è stato prodotto fino al 2015, anno della cancellazione del programma.

## Format
Il format è molto simile all'Eurovision Song Contest. Sono chiamati a partecipare tutti i sedici Stati federati della Germania (Bundesländer).
Ogni stato federato presenta un brano per la manifestazione, deve essere eseguito dal vivo e il vincitore veniva decretato esclusivamente dal televoto. Alle 10 canzoni preferite vengono assegnate 12 punti alla canzone che ha ricevuto più voti, 10 alla seconda, 8 alla terza e così via fino a 1 punto. una differenza rispetto all'Eurovision è che si può votare per il proprio stato: difatti la maggior parte degli stati si è autoassegnata il punteggio massimo.
Come accade all'Eurovision Song Contest, allo stato federato vincitore viene concesso il diritto di ospitare l'edizione successiva.

## Partecipanti
Al concorso hanno debuttato tutti i 16 Bundesländer della Germania. Gli stati federati partecipanti sono stati:
- Amburgo
- Assia
- Baden-Württemberg
- Bassa Sassonia
- Baviera
- Berlino
- Brandeburgo
- Brema
- Meclemburgo-Pomerania Anteriore
- Renania-Palatinato
- Renania Settentrionale-Vestfalia
- Saarland
- Sassonia
- Sassonia-Anhalt
- Schleswig-Holstein
- Turingia

## Edizioni
| Anno | Luogo                                                              | Land vincitore                   | Artista                    | Brano                          |
| ---- | ------------------------------------------------------------------ | -------------------------------- | -------------------------- | ------------------------------ |
| 2005 | König Pilsener Arena, Oberhausen, Renania Settentrionale-Vestfalia | Assia                            | Juli                       | Geile Zeit                     |
| 2006 | Mittelhessen-Arena, Wetzlar, Assia                                 | Berlino                          | Seeed                      | Ding                           |
| 2007 | Tempodrom, Berlino                                                 | Bassa Sassonia                   | Oomph! feat. Marta Jandová | Träumst du?                    |
| 2008 | TUI Arena, Hannover, Bassa Sassonia                                | Brandeburgo                      | Subway to Sally            | Auf Kiel                       |
| 2009 | Metropolis-Halle, Potsdam, Brandeburgo                             | Berlino                          | Peter Fox                  | Schwarz zu blau                |
| 2010 | Max-Schmeling-Halle, Berlino                                       | Renania Settentrionale-Vestfalia | Unheilig                   | Unter deiner Flagge            |
| 2011 | Lanxess Arena, Colonia, Renania Settentrionale-Vestfalia           | Berlino                          | Tim Bendzko                | Wenn Worte meine Sprache wären |
| 2012 | Max-Schmeling-Halle, Berlino                                       | Baden-Württemberg                | Xavas                      | Schau nicht mehr zurück        |
| 2013 | SAP Arena, Mannheim, Baden-Württemberg                             | Bassa Sassonia                   | Bosse                      | So oder so                     |
| 2014 | Lokhalle, Gottinga, Bassa Sassonia                                 | Brema                            | Revolverheld               | Lass uns gehen                 |
| 2015 | ÖVB Arena, Brema, Brema                                            | Renania-Palatinato               | Mark Forster               | Bauch und Kopf                 |

## Albo d'oro

La mappa mostra il numero di vittorie per stato federale.

Ad oggi, lo stato federato detentore del record per il maggior numero di vittorie è Berlino (3).
| N° vittorie | Stato federato                   | Anni           |
| ----------- | -------------------------------- | -------------- |
| 3           | Berlino                          | 2006-2009-2011 |
| 2           | Bassa Sassonia                   | 2007-2013      |
| 1           | Assia                            | 2005           |
| 1           | Brandeburgo                      | 2008           |
| 1           | Renania Settentrionale-Vestfalia | 2010           |
| 1           | Baden-Württemberg                | 2012           |
| 1           | Brema                            | 2014           |
| 1           | Renania-Palatinato               | 2015           |

## Record e curiosità
- Lo stato con più vittorie in assoluto è Berlino (3).
- Gli stati con più secondi posti in assoluto sono Brema, Amburgo e la Sassonia (2).
- Gli stati con più ultimi posti sono la Sassonia, la Renania-Palatinato, la Renania Settentrionale-Vestfalia e Brandeburgo (2).
- Tutte le edizioni sono state condotte da Stefan Raab.
- Lo stato che ha ospitato più volte la manifestazione è Berlino (3).
- La vittoria con più punti è stata quella ottenuta da Brema nel 2014 (180 punti su 192, il 93,75%), che è stata anche la canzone che ha ricevuto più 12 punti in assoluto (10 volte).
- La vittoria con meno punti è stata quella ottenuta da Berlino nel 2011 (141 punti su 192, il 73,43%).
- In tutte le edizioni disputate lo stato che ha ottenuto più punti è stato Berlino (1035), quello che ne ha ottenuti di meno è stato la Saarland (328).
- L'ultima posizione con il minor numero di punti fu quello della Baviera nel 2015, quando ottenne solo 2 punti auto assegnatosi.
- Di tutti gli artisti che hanno partecipato alla manifestazione solo un'artista non tedesca ha preso successivamente parte all'Eurovision Song Contest, infatti la ceca Marta Jandová (vincitrice nel 2007 con gli Oomph!) ha rappresentato la Repubblica Ceca nel Eurovision Song Contest 2015 in coppia con Václav Noid Bárta.